# Lister Storm
La Lister Storm est une voiture de course homologuée pour la route, construite par Lister au Royaume-Uni à partir de 1993. La Storm utilisait le plus gros V12 monté sur une voiture de route depuis la Seconde Guerre Mondiale. Celui-ci était basé sur le moteur V12 de la Jaguar XJR de compétition un 6 996 cm3. En raison du prix de la voiture (350 000 $), seulement quatre exemplaires furent produits avant l’arrêt de la production. Seulement trois Storm ont survécu aujourd'hui, bien que la société Lister continue à entretenir des modèles de compétition.
Le V12 Lister à deux soupapes par cylindres produisait 546 ch et 790 N m de couple. Cette voiture à moteur central avant et propulsion pesait 1 664 kg, et était capable d'effectuer le 0 à 100 km/h en seulement 4,1 secondes. Jusqu'au lancement de la Brabus Rocket en 2006, la Lister Storm était la voiture à quatre places la plus rapide du monde.

## Compétition

### Storm GTS
La Lister Storm GTS fit ses débuts aux 24 Heures du Mans 1995 en classe GT1, face à des voitures comme la McLaren F1 GTR, Ferrari F40, Jaguar XJ220, et Porsche 911 GT2. La voiture, pilotée par Geoff Lees, Rupert Keegan, et Dominic Chapell, ne fonctionna pas bien et ne termina pas la course en raison d'ennuis de boîte de vitesses après 40 tours.
En 1996, l'équipe décida d'effectuer un premier test pour préparer Le Mans en engagent une Storm aux 24 Heures de Daytona, mais la voiture abandonna. Malgré cette déception, l'équipe participa aux 24 heures du Mans avec la Storm GTS. La voiture fini à la 19e place, à 59 tours de retard sur le vainqueur. Après Le Mans, Lister décida d'engager la Storm dans le Championnat BPR, elle effectua ses débuts lors de la cinquième manche au Nürburgring. La voiture fut ensuite engagée au 1 000 km de Suzuka. La Storm GTS abandonna à chaque course auxquelles elle participa lors de cette saison.

### Storm GTL
En 1997, Lister se rendit compte que la Storm GTS était beaucoup trop lente par rapport à certains nouveaux concurrents de la classe GT1, tels que la Mercedes-Benz CLK GTR et la Porsche 911 GT1. La Storm fut donc repensée, avec l'ajout d'un avant plus long et aérodynamique. Cette voiture fut désignée Storm GTL. Elle fit ses débuts aux 24 Heures de Daytona, où elle réussit à prendre la 19e place au classement général et la quatrième de sa classe. Plus tard dans l'année, deux nouvelles Storm GTL furent engagées au Mans, mais aucune d'elles ne finirent la course, à cause de deux abandons lors du 77e tour. Une Storm GTL fut aussi envoyée aux États-Unis pour participer aux deux dernières manches du Championnat FIA GT à Sebring et à Laguna Seca. La voiture abandonna lors des deux courses.
En 1998, l'équipe essaya de nouveau Daytona, mais encore une fois la voiture subi des problèmes dès le début de la course et abandonna. Avec ces difficultés, l'équipe ne fut pas sélectionnée aux 24 Heures du Mans et l'équipe ne courra pas durant le reste de l'année pour se concentrer sur la refonte de la Storm.

### Storm GT

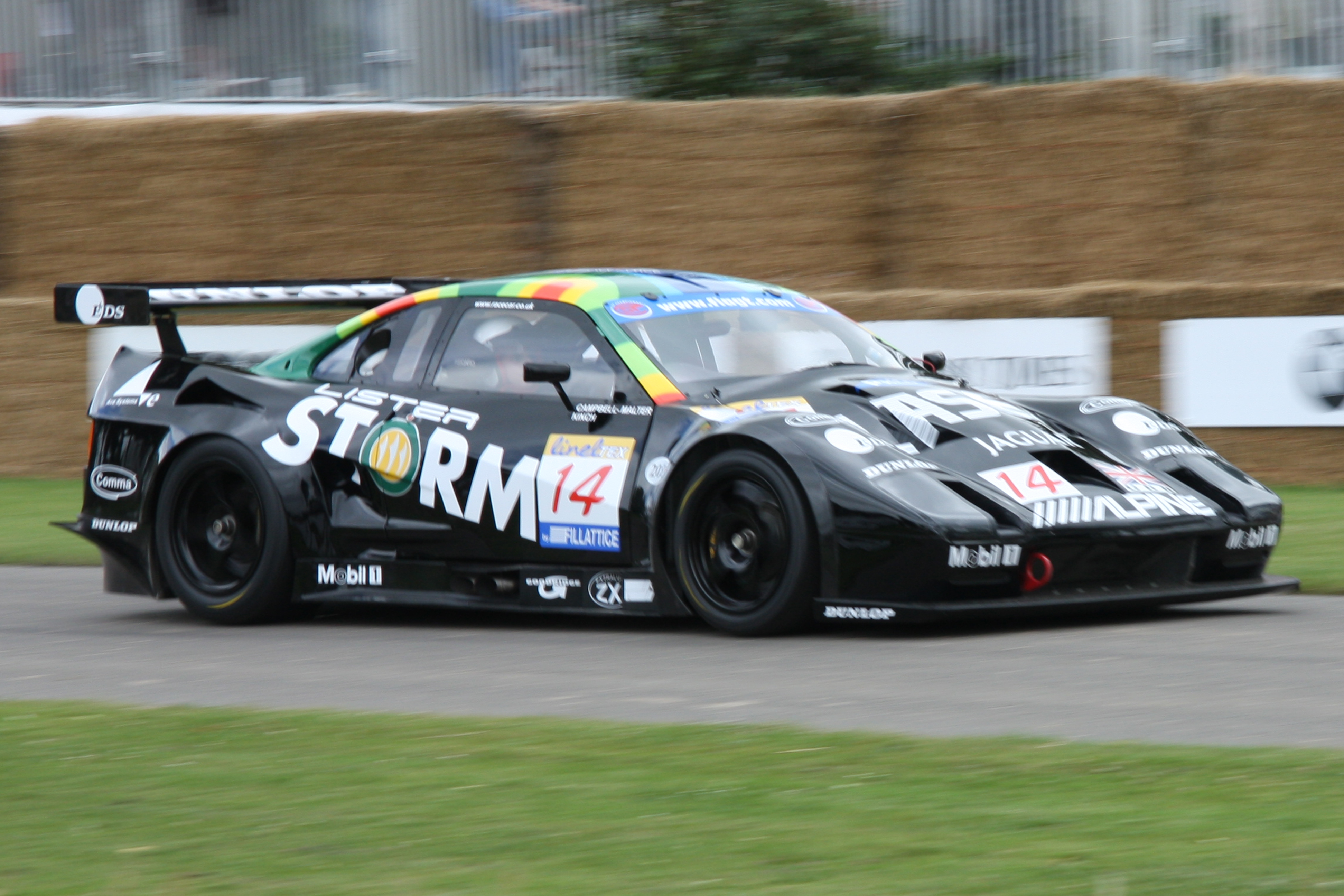
Une Lister Storm GT, pilotée par Jamie Campbell-Walter et Nathan Kinch durant la saison 2003 du Championnat FIA GT.

En 1999, la Storm réapparu. La voiture avait perdu les appendices aérodynamiques vus sur la GTL. L'équipe annonça qu'elle allait participer à toute la saison du Championnat FIA GT, sous la nouvelle réglementation de la classe GT2. Après un mauvais départ, l'équipe réussi à prendre la quatrième place à Hockenheim, à seulement deux tours des deux Chrysler Viper GTS-R gagnantes. Ceci fut suivie par une troisième place à Zolder et enfin une deuxième place à Donington, à seulement 26 secondes de la Viper gagnante. Ces succès apportèrent à Lister la cinquième place du championnat à la fin de la saison.
Pour la saison 2000, Lister était plus optimiste quant à ses leurs possibilités. Chrysler-Oreca avait officiellement quitté le championnat, éliminant de fait la concurrence d'une équipe usine. Ainsi, les Lister courraient uniquement contre des équipes privées. L'équipe Lister prouva ses capacités en remportant la première course de la saison à Valence, qui fut suivi par quatre autres victoires au cours de la saison, toutes revendiquées par les pilotes Julian Bailey et Jamie Campbell-Walter. Avec ces victoires, Lister gagna le championnat équipe. Dans le même temps, Lister participait au British GT championship en tant qu'équipe d'usine et avec l'équipe privée Cirtek Motorsport. Les deux équipes obtinrent neuf victoires.
De retour en tant que champions en titre en FIA GT, Lister engagea deux voitures d'usine en 2001. Malgré quatre victoires durant la saison, l'équipe dû se contenter de la troisième place au championnat équipes, battu par les Viper privées de Larbre Compétition et de Carsport Hollande. Une situation semblable se produisit en 2002, lorsque Lister obtint trois victoires, mais ne prit que la deuxième place au championnat équipes, encore battu par Larbre.
En 2003, Lister fut rejoint en FIA GT par une Storm privée engagée par Creation Autosportif. L'équipe d'usine ne put gagner qu'une seul course, mais elle prit la deuxième place au championnat équipe. Creation n'était pas loin derrière, avec une quatrième place au championnat, après l'acquisition d'une deuxième Storm. Dans le même temps, Lister commença à travailler sur un nouveau projet, la Storm LMP. C'était par conséquent, le début du déclin de la Storm GT.
En 2004, Creation Autosportif devint le principal représentant de Lister en FIA GT, l'équipe usine n'apparaissant que lors de certaines courses. Creation ne put obtenir que la huitième place au championnat équipes alors qu'elle s’engageait en Le Mans Prototype, alors que l'équipe usine ne put marquer qu'un seul point de toute la saison. Lister engagea encore la voiture en 2005, mais l'équipe ne put atteindre que la 10e place au championnat équipe. À la suite de la saison 2005, Lister annonça officiellement son retrait de la compétition pour se concentrer sur la Storm LMP.
En 2006, l'équipe française Red Racing acheta une Storm pour participer au Championnat FFSA GT. L'équipe tenta de participer au Championnat FIA GT, mais abandonna après sept tours lors de la course au Paul Ricard.

## Spécifications
- Moteur : Jaguar V12 SOHC 24 soupapes
- Cylindrée : 6 996 cm3
- Compression : 10,5 à 1
- Puissance : 546 ch à 6 100 tr/min
- Couple : 786,37 N m à 3 450 tr/min
- Vitesse de pointe : 335 km/h
- Coefficient de traînée : 0,35